# Sondogo
Ne doit pas être confondu avec Soundogo.
Sondogo est une localité située dans le département de Niaogho de la province du Boulgou dans la région Centre-Est au Burkina Faso.

## Démographie
| 2003 | 2006 | 2012 |
| ---- | ---- | ---- |
| 428  | 391  | -    |

## Santé et éducation
Le centre de soins le plus proche de Sondogo (hormis le poste de santé primaire) est le centre de santé et de promotion sociale (CSPS) de Niaogho tandis que le centre médical avec antenne chirurgicale (CMA) se trouve à Garango.
Le village ne possède pas d'école primaire.